# Alexis Manyoma
Alexis Castillo Manyoma (Puerto Tejada, 30 gennaio 2003) è un calciatore colombiano, centrocampista del Colorado Rapids, in prestito dall'Estudiantes (LP), e della nazionale Under-20 colombiana.

## Carriera

### Club
Manyoma ha iniziato la propria carriera con il Cortuluá. Ha giocato la sua prima partita da professionista il 6 febbraio 2021, in una partita di seconda divisione contro il Fortaleza FC. Ha segnato il suo primo gol il 26 gennaio 2022, contro il Jaguares de Córdoba.

### Nazionale
Nel gennaio del 2023, è stato incluso dal selezionatore Héctor Cárdenas nella lista dei convocati della nazionale Under-20 partecipante al Campionato sudamericano di calcio Under-20 2023 organizzato in casa, raggiungendo il terzo posto finale.
Il 9 maggio 2023 viene convocato per il Mondiale di categoria in Argentina.

## Statistiche

### Presenze e reti nei club
Statistiche aggiornate al 20 maggio 2022.
| Stagione        | Squadra         | Campionato      | Campionato | Campionato | Coppe nazionali | Coppe nazionali | Coppe nazionali | Coppe continentali | Coppe continentali | Coppe continentali | Altre coppe | Altre coppe | Altre coppe | Totale | Totale | Totale |
| Stagione        | Squadra         | Comp            | Pres       | Reti       | Comp            | Pres            | Reti            | Comp               | Pres               | Reti               | Comp        | Pres        | Reti        | Pres   | Reti   |        |
| --------------- | --------------- | --------------- | ---------- | ---------- | --------------- | --------------- | --------------- | ------------------ | ------------------ | ------------------ | ----------- | ----------- | ----------- | ------ | ------ | ------ |
| 2020            | Cortuluá        | B               | 12         | 0          | CC              | 2               | 0               | -                  | -                  | -                  | -           | -           | -           | 14     | 0      |        |
| 2021            | Cortuluá        | B               | 18         | 1          | CC              | 1               | 0               | -                  | -                  | -                  | -           | -           | -           | 19     | 1      |        |
| 2022            | Cortuluá        | A               | 35         | 5          | CC              | 1               | 0               | -                  | -                  | -                  | -           | -           | -           | 36     | 5      |        |
| 2023            | Cortuluá        | B               | 10         | 2          | CC              | 0               | 0               | -                  | -                  | -                  | -           | -           | -           | 10     | 2      |        |
| Totale carriera | Totale carriera | Totale carriera | 75         | 8          |                 | 4               | 0               |                    | -                  | -                  |             | -           | -           | 79     | 8      |        |

## Palmarès

### Club

#### Competizioni nazionali
- Copa Argentina: 1

Estudiantes: 2023
- Copa de la Liga Profesional: 1

Estudiantes: 2024
- Trofeo de Campeones de la Liga Profesional: 1

Estudiantes: 2024